# Piano Sølo
Pour les articles homonymes, voir Piano Solo.
 (avril 2018).
Si vous disposez d'ouvrages ou d'articles de référence ou si vous connaissez des sites web de qualité traitant du thème abordé ici, merci de compléter l'article en donnant les références utiles à sa vérifiabilité et en les liant à la section « Notes et références ».
Albums de Julien Doré
Løve
(2013) Løve Live
(2015)
Piano SØLO est un album piano et voix de Julien Doré paru en 2014.
Il reprend des chansons de l'album Løve au piano voix. L'album comprend deux reprises de Week-end à Rome (Étienne Daho) et Mal comme (Christophe).

## Liste des chansons
1. Mon apache
2. Chou Wasabi
3. On attendra l'hiver
4. Habemus papaye
5. Paris-Seychelles
6. Balto
7. Mal comme
8. Week-end à Rome